# 營建工程
營建工程（英語：Construction engineering）是一項合設計、規劃、營建管理以興建基建的工程學。

## 名稱
營建工程（Construction engineering）與建築工程（Building engineering）並非相同的專業。營建工程的名稱來源可參照國立台灣科技大學營建工程系、朝陽科技大學營建工程系。建築工程的名稱可參照香港理工大學建築及房地產學系。